# Persiba Bantul
Persiba Bantul (Persatuan Sepak bola Indonesia Bantul) é um time de futebol da Indonésia com sede em Bantul, Yogyakarta. 
O time foi fundado em 21 de setembro de 1967.